# Malý Újezd
Malý Újezd è un comune della Repubblica Ceca facente parte del distretto di Mělník, in Boemia Centrale.